# The Night Siren
The Night Siren è il venticinquesimo album in studio del musicista inglese Steve Hackett, pubblicato nel 2017.

## Tracce
1. Behind the Smoke – 6:57
2. Martian Sea – 4:40
3. Fifty Miles from the North Pole – 7:08
4. El Niño – 3:51
5. Other Side of the Wall – 4:00
6. Anything but Love – 5:56
7. Inca Terra – 5:53
8. In Another Life – 6:07
9. In the Skeleton Gallery – 5:09
10. West to East – 5:14
11. The Gift – 2:45

## Formazione
- Steve Hackett – chitarra elettrica, chitarra acustica, oud, charango, sitar, armonica, voce
- Kobi Farhi – voce in "West to East"
- Mīrā ‘Awaḍ – voce in "West to East"
- Nick D'Virgilio – batteria in "Martian Sea"
- Malik Mansurov – tar in "Behind the Smoke"
- Gunnlaugur Briem (accreditato come Gulli Briem) – batteria, cajón, percussioni
- Roger King – tastiera, programmazione (eccetto "The Gift")
- Benedict Fenner – tastiera, programmazione in "The Gift"
- Leslie-Miriam Bennett – tastiera in "The Gift"
- Nad Sylvan – voce in "Inca Terra"
- Jo Hackett – voce in "West to East"
- Gary O'Toole – batteria in "Fifty Miles from the North Pole", "El Niño" e "West to East"
- Rob Townsend – sassofono baritono, sassofono soprano, flauto, flagioletto, quena, duduk, clarinetto basso
- Amanda Lehmann – voce
- Christine Townsend – violino, viola
- Dick Driver – contrabbasso
- Troy Donockley – uillean pipes in "In Another Life"
- John Hackett – flauto in "Martian Sea" e "West to East"
- Ferenc Kovács – tromba in "Fifty Miles from the North Pole"
- Sara Kovács – didgeridoo in "Fifty Miles from the North Pole"